# Krndija
Krndija is een plaats in de gemeente Punitovci in de Kroatische provincie Osijek-Baranja. De plaats telt 96 inwoners (2001).